# Якимець Олексій Іванович
Олексій Іванович Якимець (1997—2023) — український військовослужбовець, солдат, учасник російсько-української війни, загинув в ході російського вторгнення в Україну. Кавалер ордена «За мужність» ІІІ ступеня (посмертно) .

## Життєпис
Народився 8 травня 1997 в селі Комарів Галицької громади. Навчався в Комарівській загальноосвітній школі І-ІІІ ст., постійно брав активну участь в житті закладу, завжди був веселий та дружний, готовий прийти на допомогу кожному.
Після закінчення школи в 2012 році вступив до Івано-Франківського професійного ліцею автомобільного транспорту і будівництва та здобув спеціальність «оператор компʼютерного набору».
У 2017 році був призваний на військову службу в Повітряні Війська ЗСУ, яку проходив у Київській області.
Повернувшись з армії одружився і незабаром в нього народилася донька.
З початком повномасштабного вторгнення спочатку вступив у тероборону, а вже 19 вересня 2022 року був призваний на військову службу в ЗСУ. Служив солдатом 3-ї окремої штурмової бригади, був електриком-мотористом відділення забезпечення взводу спеціальних робіт ремонтної роти автомобільної техніки ремонтно- відновлювального батальйону військової частини А4638 .
Загинув поблизу міста Бахмут Донецької області під час звільнення територій навколо міста Бахмут .
Залишилися дружина і маленька донька.

## Нагороди
- медаль Івано-Франківської обласної ради «Лицар бойового чину» (посмертно) [2]
- орден «За мужність» ІІІ ступеня (посмертно) [1].